# R136a2
R136a2 è una stella di Wolf-Rayet visibile nella costellazione del Dorado. È una delle stelle più massicce e più luminose conosciute, con una massa di 195 volte quella solare, e una luminosità oltre 4 000 000 volte quella del Sole.
La stella fa parte del superammasso stellare R136, posto al centro della Nebulosa Tarantola, la più grande regione di formazione stellare del Gruppo Locale, nella Grande Nube di Magellano.

## Caratteristiche
Come tutte le stelle di Wolf-Rayet, R136a2 sta subendo una grave perdita di massa a causa di un intenso vento stellare, che ad una velocità di 2400 km/s fanno perdere 4,6×10−5 M⊙ all'anno. L'elevata massa della stella comprime e riscalda il nucleo favorendo la fusione rapida dell'idrogeno attraverso il ciclo del carbonio-azoto, portando la luminosità stellare a 4 266 000 L☉. Il tasso di fusione è così elevato che in 10 secondi R136a2 produce più energia di quanta ne produce il Sole in un anno. Potrebbe aver avuto una massa di 240 M☉ nel momento della sua formazione, e potrebbe aver perso 40 masse solari negli ultimi 1-2 milioni di anni. Le teorie comunemente accettate suggeriscono che nessuna stella possa formarsi sopra le 150 M☉, tuttavia, essa potrebbe essere il risultato della fusione di due o più stelle.
A causa della temperatura elevata, la stella emette la maggior parte dell'energia nella regione ultravioletta dello spettro elettromagnetico, mentre la sua luminosità in luce visibile è solo 87.000 volte quella solare (MV -7,52).